# Наушнице
Наушница, минђуша (од тур. mengûş) или ободац је украсни предмет (врста накита) који се веша о ухо. Реч минђуша потиче од турске речи mengus односно персијске речи mengus. 
Наушнице могу бити као прстен или са украсним додацима - привесцима. Могу се причврстити на ухо помоћу штипаљке или се могу протнути кроз рупу на уху.
Најчешће се израђују од племенитих метала: злата, платине, сребра, од неке легуре племенитих метала или са додацима од бисера и драгог камења. Поред наведеног наушнице се могу израђивати од: шкољки, украсних комада резбареног дрвета, разнобојне пластике и других материјала (бижутерија ). 
Вредност наушнице може бити велика уколико је скуп материјал од кога је израђена или ако је израђена као уметничко дело (у зависности од уметничке вредности рада уметника који је направио наушницу). Наушнице израђују и продају кујунџије или златари, а у новије време се производе индустријски или у модним студијима (по нацртима модних креатора).

## Традиција наушница у Србији
У Србији су већина жена носиле наушнице. При томе се бушио доњи, меки део уха. Са доње стране уха би се ставио, на пример, затварач од плуте а са горње стране би се стерилном иглом пробушило ухо. У пробушено ухо би се ставила наушница од сребра или злата (не од метала који кородирају) и рана обично релативно брзо зараста. Уха су бушиле бабе, мајке, стрине па и златари. 
У неким деловима Србије постоји обичај да мушкарци носе једну наушницу. То су јединци - мушки потомци без браће и сестара. Минђуша мушкарцу у једном уху означава да је он „и син и ћерка“ оцу и мајци а то значи да је универзални наследник имања тј. нема са киме да дели наследство!. Такви момци на вашарима и поселима, а то су места где би девојке и момци требало да се „виде“, су наравно били фаворизовани у односу на друге момке.

## Напомена
Бушење уха је осетљив захват и треба да је раде обучене особе (најпожељније да то буде медицинско особље) са стерилним иглама како не би дошло до инфекције. У новије време за бушење уха постоје специјална стерилна „клешта“ тако да ову интервенцију раде и златари у својим радионицама.